# Hydrophyllum tenuipes
Hydrophyllum tenuipes är en strävbladig växtart som beskrevs av A. A. Heller. Hydrophyllum tenuipes ingår i släktet indiankålssläktet, och familjen strävbladiga växter. Inga underarter finns listade i Catalogue of Life.

## Bildgalleri

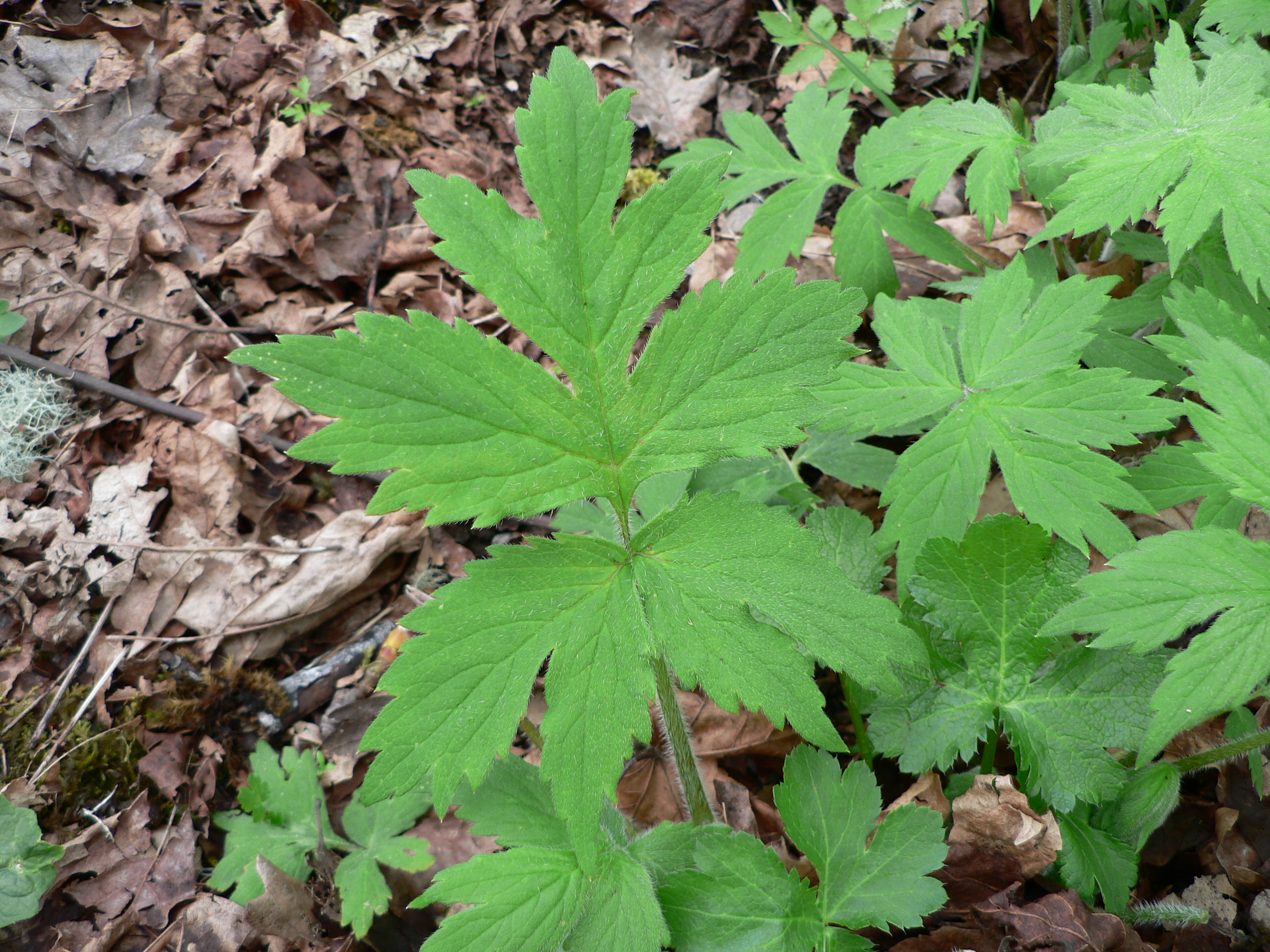
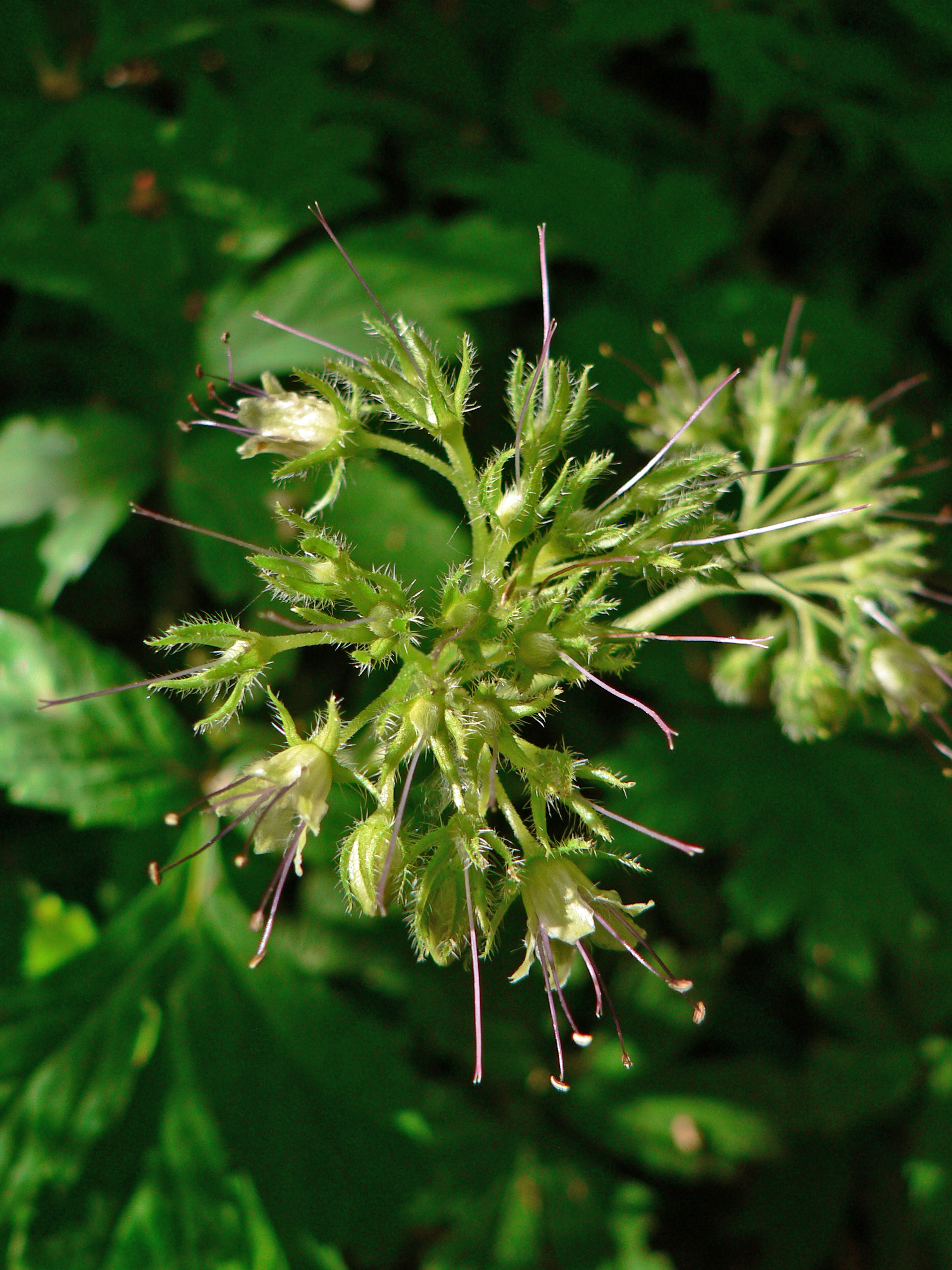
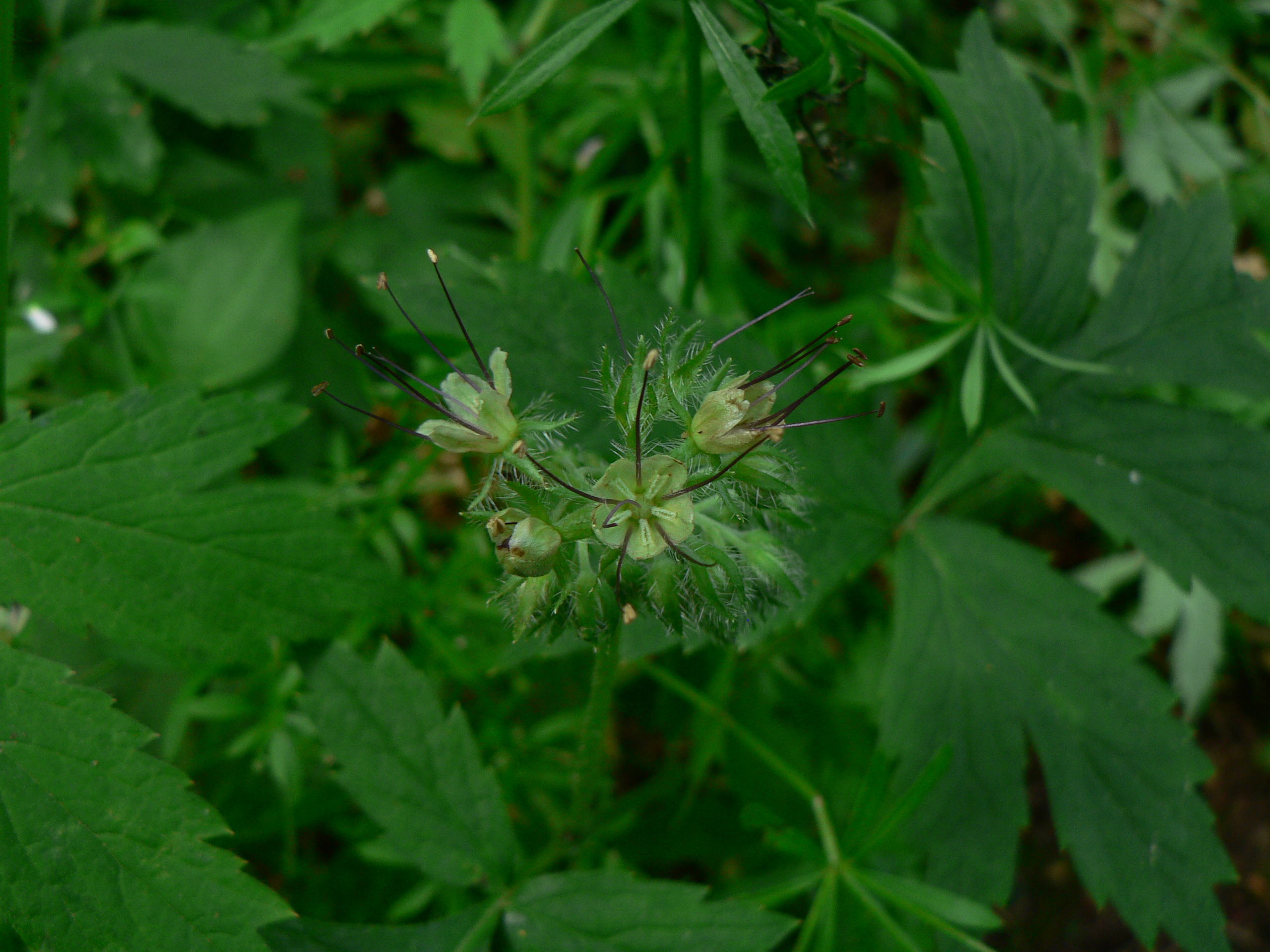
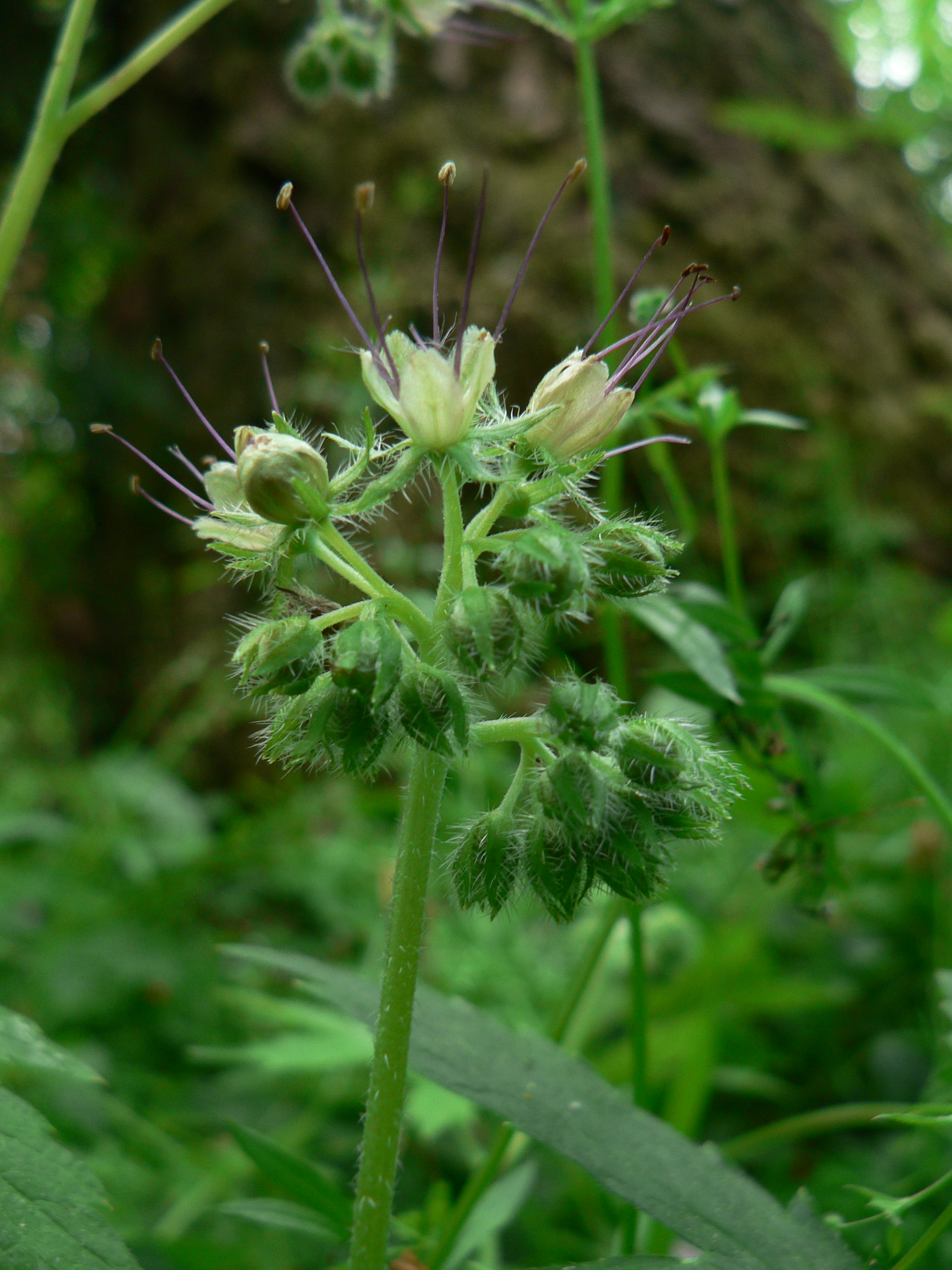